# Porto Brandão
Porto Brandão es una aldea portuguesa situada en la freguesía de Caparica, del municipio de Almada y distrito de Setúbal.

## Geografía
La aldea cuenta con una excelente localización estratégica, bañada por el Río Tajo y conectada con Belém (Lisboa) a través de un servicio de barcos.

## Historia
Desde hace muchos tiempo este punto ha sido de parada obligatoria para los viajeros. Se ha testimoniado la presencia de romanos y árabes en la zona, que convirtieron a esta localidad en principal puerta de entrada del tajo. En este lugar, separado de Lisboa por el Tajo, se han construido varios tipos de barcos. 

## Patrimonio
El Edifício del Lazareto, hoy en ruinas, precisa ser reconstruido. Hasta la década de los 90 vivían en este edificio varias familias oriundas de las antiguas colonias portuguesas en África, especialmente de Cabo Verde. Después de la muerte de dos niños, las familias que habitaban en condiciones infrahumanas fueron realojadas a otro barrio.
Tiene gastronomía rica en marisco y pescado.